# Grant County (Washington)
Grant County ist ein County im  US-Bundesstaat Washington. Das U.S. Census Bureau hat bei der Volkszählung 2020 eine Einwohnerzahl von 99.123 ermittelt. Der Sitz der Countyverwaltung (County Seat) befindet sich in Ephrata.

## Geographie
Das County hat eine Fläche von 7229 km²; davon sind 285 km² (3,95 Prozent) Wasserfläche.

## Geschichte
Das Grant County wurde am 24. Februar 1909 aus Teilen des Douglas County gebildet. Benannt wurde es nach Ulysses S. Grant, dem Oberbefehlshaber der Unionsarmeen im Amerikanischen Bürgerkrieg und 18. Präsident der Vereinigten Staaten.

## Demografische Daten

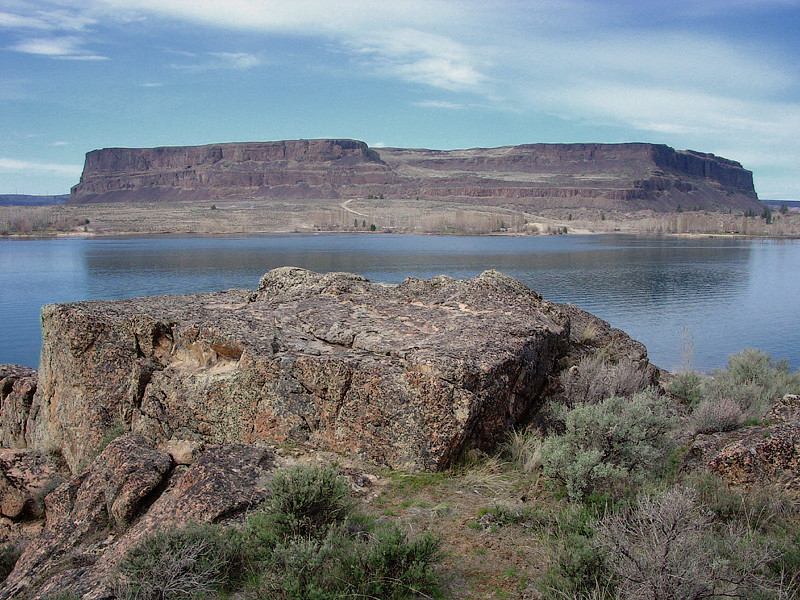
Der Steamboat Rock im Steamboat Rock State Park

Nach der Volkszählung im Jahr 2000 lebten im County 74.698 Menschen. Es gab 25.204 Haushalte und 18.676 Familien. Die Bevölkerungsdichte betrug 11 Einwohner pro Quadratkilometer. Ethnisch betrachtet setzte sich die Bevölkerung zusammen aus 76,54 % Weißen, 0,99 % Afroamerikanern, 1,16 % amerikanischen Ureinwohnern, 0,87 % Asiaten, 0,07 % Bewohnern aus dem pazifischen Inselraum und 17,36 % aus anderen ethnischen Gruppen; 3,01 % stammten von zwei oder mehr ethnischen Gruppen ab. 30,09 % der Bevölkerung waren spanischer oder lateinamerikanischer Abstammung.
Von den 25.204 Haushalten hatten 39,90 % Kinder und Jugendliche unter 18 Jahre, die bei ihnen lebten. 59,30 % waren verheiratete, zusammenlebende Paare, 9,80 % waren allein erziehende Mütter. 25,90 % waren keine Familien. 21,20 % waren Singlehaushalte und in 8,90 % lebten Menschen im Alter von 65 Jahren oder darüber. Die Durchschnittshaushaltsgröße betrug 2,92 und die durchschnittliche Familiengröße lag bei 3,38 Personen.
Auf das gesamte County bezogen setzte sich die Bevölkerung zusammen aus 32,00 % Einwohnern unter 18 Jahren, 9,80 % zwischen 18 und 24 Jahren, 27,00 % zwischen 25 und 44 Jahren, 19,70 % zwischen 45 und 64 Jahren und 11,50 % waren 65 Jahre alt oder darüber. Das Durchschnittsalter betrug 31 Jahre. Auf 100 weibliche Personen kamen 104,50 männliche Personen, auf 100 Frauen im Alter ab 18 Jahren kamen statistisch 103,40 Männer.
Das jährliche Durchschnittseinkommen eines Haushalts betrug 35.276 USD, das Durchschnittseinkommen der Familien betrug 38.938 USD. Männer hatten ein Durchschnittseinkommen von 32.414 USD, Frauen 24.310 USD. Das Prokopfeinkommen betrug 15.037 USD. 17,40 % der Bevölkerung und 13,10 % der Familien lebten unterhalb der Armutsgrenze. 22,30 % davon waren unter 18 Jahre und 9,40 % waren 65 Jahre oder älter.

## Orte
Im Grant County gibt es acht Citys und sieben Towns, die mit eigenständigen Gemeinden vergleichbar sind. Zahlreiche weitere Orte unterstehen direkt dem County, fünf davon werden zu Statistikzwecken als Census-designated places geführt.

### Citys
- Ephrata
- George
- Grand Coulee
- Moses Lake
- Quincy
- Royal City
- Soap Lake
- Warden

### Towns
- Coulee City
- Coulee Dam
- Electric City
- Hartline
- Krupp
- Mattawa
- Wilson Creek

### Weitere Orte
- Adco
- Adrian
- Atwood
- Bacon
- Barham
- Bassett Junction
- Beverly
- Cascade Valley
- Corfu
- Crater
- Delano Heights
- Desert Aire
- Dry Falls Junction
- Fordair
- Gloyd
- Hanson
- Jericho
- Laing
- Lakeview
- Lakeview Park
- Low Gap
- Mae
- McDonald
- Mitchell
- Naylor
- Odair
- Ritell
- Ruff
- Schwana
- Sieler
- Smyrna
- Stratford
- Tiflis
- Trinidad
- Wanapum Village
- West Warden
- Westlake
- Wheeler
- Winchester